# Carepalxis camelus
Carepalxis camelus är en spindelart som beskrevs av Simon 1895. Carepalxis camelus ingår i släktet Carepalxis och familjen hjulspindlar. Inga underarter finns listade.